# 204 (nombre)
« Deux cent-quatre » redirige ici. Pour l'année, voir 204.
204 (deux cent-quatre) est l'entier naturel qui suit 203 et qui précède 205.

## En mathématiques
Deux cent-quatre est :
- La somme de deux nombres premiers jumeaux.
- La somme des 8 premiers carrés (1²+2²+3²+4²+5²+6²+7²+8²).
- Le carré de 204 est égale à la somme des nombres consécutifs 23, 24 et 25 (204²=23³+24³+25³)
- La somme de six nombres premiers consécutifs (23 + 29 + 31 + 37 + 41 + 43).
- Un nombre ennéagonal.
- Un nombre pyramidal carré.
- Un nombre Harshad.

## Dans d'autres domaines
Deux cent-quatre est aussi :
- Un code d'état HTTP indiquant que la requête a été reçue mais qu'il n'y a pas de réponse à celle-ci,
- Le nombre total de carrés constructibles à l'intérieur d'un échiquier,
- Le code téléphonique pour le Manitoba,
- Le n° de modèle d'un avion russe, le Tupolev Tu-204,
- Le modèle d'une voiture : Peugeot 204, produite de 1965 à 1976,
- Années historiques : -204, 204.